# Cuius Regio, Eius Religio
Cuius regio, eius religio là một cụm từ tiếng Latin, có nghĩa là người cai trị một quốc gia có quyền chỉ định tôn giáo cho cư dân của nước đó. Đó là lối nói tóm gọn của một nguyên tắc pháp lý được đặt ra trong Hòa ước Tôn giáo Augsburg, phần lớn được áp dụng cho tới Hòa ước Westfalen.

## Cho tới thời kỳ cải cách
Kể từ khi tạo ra nhà nước vào thời cổ đại, quyền lực nhà nước đã được coi là một nền tảng thần thánh (→ ân sủng của Chúa). Một mặt, nhiệm vụ của nhà nước là đảm bảo quốc giáo được bảo vệ và truyền bá. Mặt khác, việc đi sai lệch khỏi quốc giáo đặt câu hỏi về cơ sở hợp pháp của nhà nước. Do đó, các nhà cai trị coi mình là đã cam kết và có quyền chỉ định quốc giáo được công nhận. Ví dụ về mối liên hệ này giữa nhà nước và tôn giáo có thể được tìm thấy ở Ai Cập cổ đại (vị trí tương đương với chúa của nhà vua), Hy Lạp cổ đại (Asbie) hoặc trong sự sùng bái Hoàng đế của Đế chế La Mã Thần thánh. Kitô giáo trong Đế chế La Mã Thần thánh đã là một quốc giáo kể từ năm 380 và có vai trò là cơ sở cho sự hợp pháp hóa cho sự cai trị thế tục. Trong Đế chế La Mã thần thánh, Công giáo thực tế là quốc giáo cho đến khi bắt đầu thời kỳ đầu hiện đại. Dị giáo, tức là những sai lệch tôn giáo trong Giáo hội, đã bị truy nã theo Luật đế chế. Vào thời điểm Cải cách 1517, việc chăm sóc và bảo tồn quốc giáo của chính quyền là bình thường và nếu khác đi là không thể tưởng tượng được. Ngoại lệ là Do Thái giáo ít nhiều được dung nạp.

## Cuộc khủng hoảng đế chế do Cải cách tôn giáo
Trong quá trình cải cách, sau năm 1517, nhiều khu vực ở Tây, Bắc và Trung Âu đã theo đạo Tin lành. Sự thống nhất tôn giáo của Đế chế đã chấm dứt. Hoàng đế Karl V, người cai trị Đế chế La Mã Thần thánh, một phần các công tước và phần lớn các thân vương giáo quyền đã không tham gia Cải cách. Quốc hội đế chế từ năm 1527 đến 1545, các cuộc thảo luận tôn giáo từ năm 1540 đến 1546, Chiến tranh Schmalkalden năm 1546/47 và sắc lệnh tạm thời Augsburg năm 1548 cũng không thể khôi phục được sự thống nhất. Điều này có nghĩa là quyền bắt buộc cùng chung chống lại dị giáo ở cấp độ đế chế không còn được thi hành. Quy định này (sau này được gọi là Cuius Regio, Eius Religio) là câu trả lời cho cuộc khủng hoảng hiến pháp đế chế, bất chấp sự sai lệch tôn giáo, những người theo đạo Tin lành không thể bị loại khỏi  Đế chế.